# Lee Davis
Lee Ommie Davis (ur. 11 października 1945 w Raleigh) – amerykański koszykarz, występujący na pozycjach silnego skrzydłowego lub środkowego.
Podczas kariery w ABA rozegrał 453, uzyskując 3511 punktów (7,8), 2195 zbiórek (4,8), 435 asyst (1). W swoim najbardziej udany pod względem statystycznym sezonie (1972/1973) notował średnio 13,3 punktu, 7,8 zbiórki i 1,1 asysty.

## Osiągnięcia
ABA
- Uczestnik meczu gwiazd ABA (1970)[2]